# Juraj Vieska
Juraj Vieska (30. září 1913 Rožňava – 1965 Praha), původním jménem Juraj Weisz, byl československý voják, vojenský prokurátor, důstojník vojenské zpravodajské služby OBZ[zdroj⁠?!] a prokurátor vykonstruovaných soudních procesů. Známý je díky aktivní účasti na justiční vraždě Milady Horákové a na dalších procesech např. s Jaromírem Nechanským, Karlem Kutlvašrem.

## Život
Narodil se na Slovensku do rodiny klempíře, ovládal také maďarštinu. Vystudoval práva v Brně a v Bratislavě. Před 2. světovou válkou odešel jako sionista do Palestiny. Později se přidal k československému vojsku v Sovětském svazu a od roku 1945 působil jako důstojník Obranného zpravodajství (OBZ). To bylo po válce začleněno jako 5. oddělení hlavního štábu ministerstva obrany, kde byl poradce velitele OBZ Bedřicha Reicina.
V roce 1948 byl přeřazen jako prokurátor Státní prokuratury v Praze a následně jako náměstek vrchního vojenského prokurátora. 22. října 1951 byl ale zatčen a 1953 odsouzen rozsudkem Nejvyššího soudu – vojenského kolegia za násilí při vyšetřování obviněných, formálně za sabotáž podle § 37 zák. č.231/1948 Sb. na 7 let žaláře.
Brzy však byl rehabilitován a již v únoru 1955 propuštěn, pracoval pak jako vedoucí Právnického ústavu Ministerstva spravedlnosti.

## Dílo
- Juraj Vieska: Ochrana lidově demokratické republiky, komentář k §§ 78 – 129 trestního zákona č. 86/1950 Sb., Orbis, Praha 1950[5]
- spoluautor: Místní lidové soudy a zkušenosti se soudružskými soudy v jiných zemích (Československá společnost pro šíření politických a vědeckých znalostí, Praha 1961)[2]